# Mike Bibby

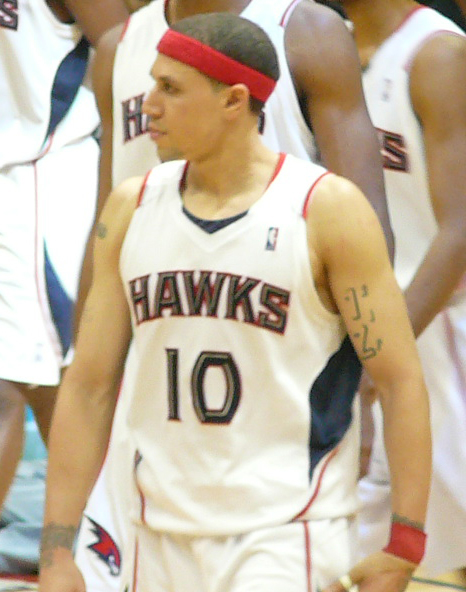
Mike Bibby

Michael "Mike" Bibby (Cherry Hill, Nova Jersey, 13 de maio de 1978) é um ex-jogador profissional da NBA, sua última temporada foi a de 2011-2012 atuando pelo New York Knicks.

## Carreira na NBA
Em sua primeira temporada com os Grizzlies, Bibby teve média de 13,2 pontos, 6,5 assistências e 2,7 rebotes por jogo ganhando NBA All-Rookie honors durante a temporada, que foi encurtada por um litígio trabalhista. Ele melhorou os números em suas próximas duas temporadas com a equipe, com média de 14,5 e 15,9 pontos por jogo, mas os Grizzlies continuaram na luta para chegar aos playoffs. Em 27 de junho de 2001, Bibby e Brent Price foram negociados para o Sacramento Kings por Jason Williams e Nick Anderson.
Em 16 de fevereiro de 2008, o Atlanta Hawks adquiriu Bibby.
Em 2 de Março de 2011, Mike Bibby assinou contrato com a equipe do Miami Heat.